# Les Limiers de l'infini
Pour les articles homonymes, voir Limier.
Les Limiers de l'infini est un roman de Pierre Barbet, publié en 1966 chez Fleuve noir, dans la collection Anticipation n°285 ; l'illustrateur est René Brantonne. Il est le premier des deux tomes de la série Professeur Valbius.